# Włodzimierz Winawer
Włodzimierz Winawer (ur. 30 sierpnia 1908 w Petersburgu, zm. 17 kwietnia 1997 w Warszawie) – pułkownik Wojska Polskiego, sędzia, prokurator wojskowy, zastępca prezesa Najwyższego Sądu Wojskowego (1957-1962).

## Życiorys
Syn Edwarda i Zofii z d. Perl. W 1926 skończył warszawskie gimnazjum, a w 1930 studia prawnicze na UW. Został referentem w kancelarii, a w 1932 aplikantem w kancelarii adwokackiej i równocześnie kierownikiem Wydziału Prawnego Towarzystwa Ubezpieczeniowego „Port S.A.”.
1940-1943 przebywał w ZSRR, gdzie pracował m.in. przy wyrębie lasu. W maju 1943 wstąpił ochotniczo do WP i został zastępcą dowódcy kompanii ds. polityczno-wychowawczych 1 pp 1 DP im. T. Kościuszki, wkrótce potem zastępcą kwatermistrza 1 DP (do 1944). 1944-1945 korespondent dziennika „Zwyciężymy”, później przez kilka miesięcy podprokurator i potem wiceprokurator Prokuratury 1 Armii WP.
IX 1945 - IV 1947 wiceprokurator Wojskowej Prokuratury Okręgowej nr IV w Katowicach/Wrocławiu, później do 29 II 1948 szef Wydziału III Naczelnej Prokuratury Wojskowej (NPW), następnie do 15 VIII 1949 Wydziału I NPW. 1949-1950 sędzia Wydziału I Najwyższego Sądu Wojskowego (NSW), 1950-1953 zastępca szefa, a 1953-1956 p.o. szefa Biura Prawnego MON. 1956-1957 w rezerwie, był prokuratorem Prokuratury Generalnej, po powrocie do wojska został zastępcą prezesa/wiceprezesem NSW. 1962-1964 przewodniczący Wydziału I Izby Wojskowej Sądu Najwyższego (SN), 1964-1967 szef Biura Nadzoru Pozainstancyjnego Izby Wojskowej SN. 20 lipca 1967 przeniesiony w stan spoczynku.
Później był radcą prawnym Izby Prac i Ubezpieczeń Społecznych i Naczelnej Dyrekcji Archiwów Państwowych.
Pochowany na cmentarzu żydowskim na Woli.

## Odznaczenia
- Krzyż Kawalerski Orderu Odrodzenia Polski (17 grudnia 1946, uchwałą Prezydium Krajowej Rady Narodowej za bohaterskie czyny i dzielne zachowanie się w walce z niemieckim najeźdźcą oraz za gorliwą pracę i sumienne wypełnianie obowiązków służbowych)[2]